# Graptopetalum paraguayense subsp. bernalense
Graptopetalum paraguayense subsp. bernalense és una subespècie de planta suculenta del gènere Graptopetalum, de la família de les Crassulaceae.

## Descripció
És una planta suculenta perenne, que es diferencia de la Graptopetalum paraguayense subsp. paraguayense per ser més petita en totes les seves parts:
Tiges de 5 a 6 mm de diàmetre.
Rosetes de 2,5 a 6 cm de diàmetre.
Fulles de 2,5 a 3,5 cm de llarg i de 1 a 1,6 cm d'ample, de color groguenc o verdós.
Flors: corol·la de 11 a 15 mm de diàmetre, pètals de 2,5 a 3 mm d'amplada, tub de 2,5 a 3 mm d'amplada, de color blanc pur o anvers amb 1 o 2 petites taques prop dels marges.

## Distribució
Espècie endèmica del volcà Cerro del Bernal, a l'estat de Tamaulipas, Mèxic. També s'ha trobat a la Sierra de Tamaulipas, a 50 km del Cerro del Bernal. Creix en roques porfíriques exposades al nord, a 700 – 800 m d'altitud.

## Taxonomia
Graptopetalum paraguayense subsp. bernalense va ser descrita per Myron William Kimnach i Reid Venable Moran, i publicada a Cactus and Succulent Journal 58:. 1986.

### Etimologia
Graptopetalum: nom genèric que deriva de les paraules gregues: γραπτός (graptos) per a "escrits", pintats i πέταλον (petalon) per a "pètals" on es refereix als pètals generalment tacats.
paraguayense: epítet del lloc on erròniament es creia que era originària: 'del Paraguai'.
bernalense: epítet del lloc on creix: 'Cerro del Bernal'.

### Sinonímia
- Byrnesia bernalensis (Kimnach & R.Moran) P.V.Heath
- Graptopetalum bernalense (Kimnach & R.Moran) V.V.Byalt